# Pepa García Lorente
Josefa García Lorente, más conocida como Pepa, (Paterna del Madera (Albacete) - Madrid, 2 de enero de 2024) fue una jurista española destacada en la defensa de la inclusión de las personas con discapacidad y la igualdad de oportunidades en el acceso a la Justicia en España. Coordinó el Servicio de Orientación Jurídica laboral del Colegio de la Abogacía de Madrid.

## Trayectoria
García, que padecía artrogriposis, ejerció la abogacía desde 1982. Se colegió al año siguiente en el Colegio de la Abogacía de Madrid (ICAM) y en el de Albacete, y se especializó en Derecho laboral. En 1986, fue una de las impulsoras de la puesta en marcha del Servicio de Orientación Jurídica en el ICAM.
Desde 2009, García lideró el Convenio específico para personas con discapacidad y fue representante de la Abogacía en el Foro Justicia y Discapacidad del Consejo General del Poder Judicial desde 2004.
Además de su ejercicio de la abogacía, García fue consejera emérita de la organización Legal Touch.
Falleció en Madrid el 2 de enero de 2024.

## Reconocimientos
El 8 de noviembre de 2017, García recibió del Consejo General de la Abogacía Española la Medalla al Mérito en el Servicio a la Abogacía por su amplia trayectoria y por su actividad profesional como coordinadora de los Servicios de Orientación Jurídica suscritos entre la Comunidad de Madrid y el Colegio de Abogados de Madrid y como representante del Consejo General de la Abogacía Española en el Foro de Justicia y Discapacidad y también en el Convenio suscrito con la Fundación ONCE-CERMI.
En febrero de 2023 recibió del Ministerio de Justicia la Medalla de Oro de la Orden de San Raimundo de Peñafort. Tras su fallecimiento, el Colegio de la Abogacía de Madrid le concedió el 11 de marzo de 2024, a título póstumo, la medalla de Honor de colegiada, en un acto en su homenaje celebrado en la sede del Colegio.